# Leptodirus hochenwartii
Vous lisez un « bon article » labellisé en 2010.
Cet article possède un paronyme, voir Leptodius.
Genre
Espèce
Leptodirus hochenwartii, est une espèce de coléoptères de la famille des Leiodidae, la seule du genre Leptodirus. Son nom latin est très souvent orthographié L. hochenwarti. C'est une espèce troglobie, remarquablement adaptée à son environnement : elle est endémique de la partie occidentale des Alpes dinariques et habite les grottes karstiques de Croatie, de Slovénie ainsi que d'une petite partie de l'Italie. Elle mesure près d'un centimètre de longueur et son écologie est globalement très mal connue.
Collectée en 1831 et officiellement décrite l'année suivante, Leptodirus hochenwartii fut la première espèce d'insectes cavernicoles connue. Elle a marqué l'entomologie slovène et fut même un tournant pour la zoologie tout entière, puisqu'elle marqua le commencement d'une nouvelle discipline scientifique : la biospéléologie.

## Description
C'est une espèce troglobie, montrant plusieurs caractères adaptatifs au mode de vie cavernicole, et incapable de vivre hors de son environnement.

### Morphologie
L'espèce mesure entre 8 et 11 mm de long. Selon les mots de son descripteur, sa tête et son abdomen sont semblables à ceux des espèces du genre Cychrus. Son prothorax est très mince, comprimé, deux fois plus long que large. Ses antennes allongées sont plus longues que son corps, ses yeux sont complètement atrophiés. Sa cuticule, d'apparence glabre, est en réalité parsemée de quelques poils minuscules et ne possède pas de pigment. Le trait le plus caractéristique reste les élytres, convexes et bombées, presque hémisphériques, qui recouvrent entièrement l'abdomen de l'insecte en lui donnant une apparence très arrondie, dite « physogastrique ».
L'insecte n'a pas la faculté de voler mais ses longues pattes lui permettent de se déplacer très rapidement sur les parois des grottes.
Il n'y a presque pas de dimorphisme sexuel mais on peut différencier les sexes en observant les élytres, qui recouvrent le pygidium chez les mâles mais qui le laissent en partie apparent chez les femelles.

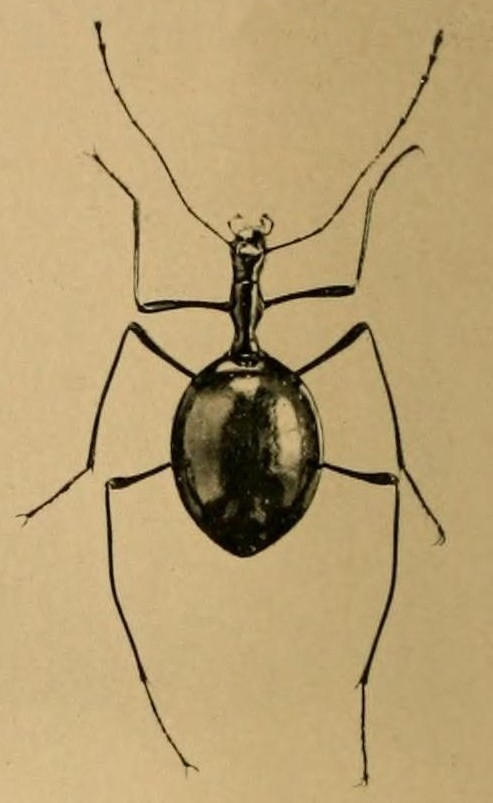
Photographie d'un L. h. schmidti.
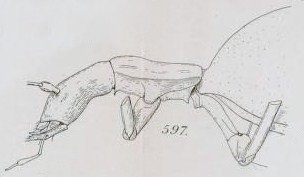
Profil.
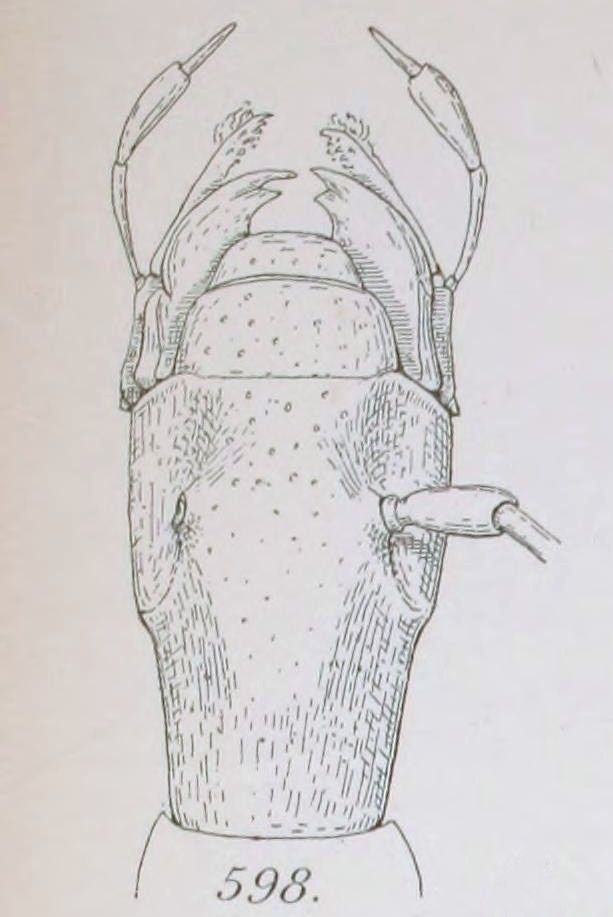
Dessin de la tête.
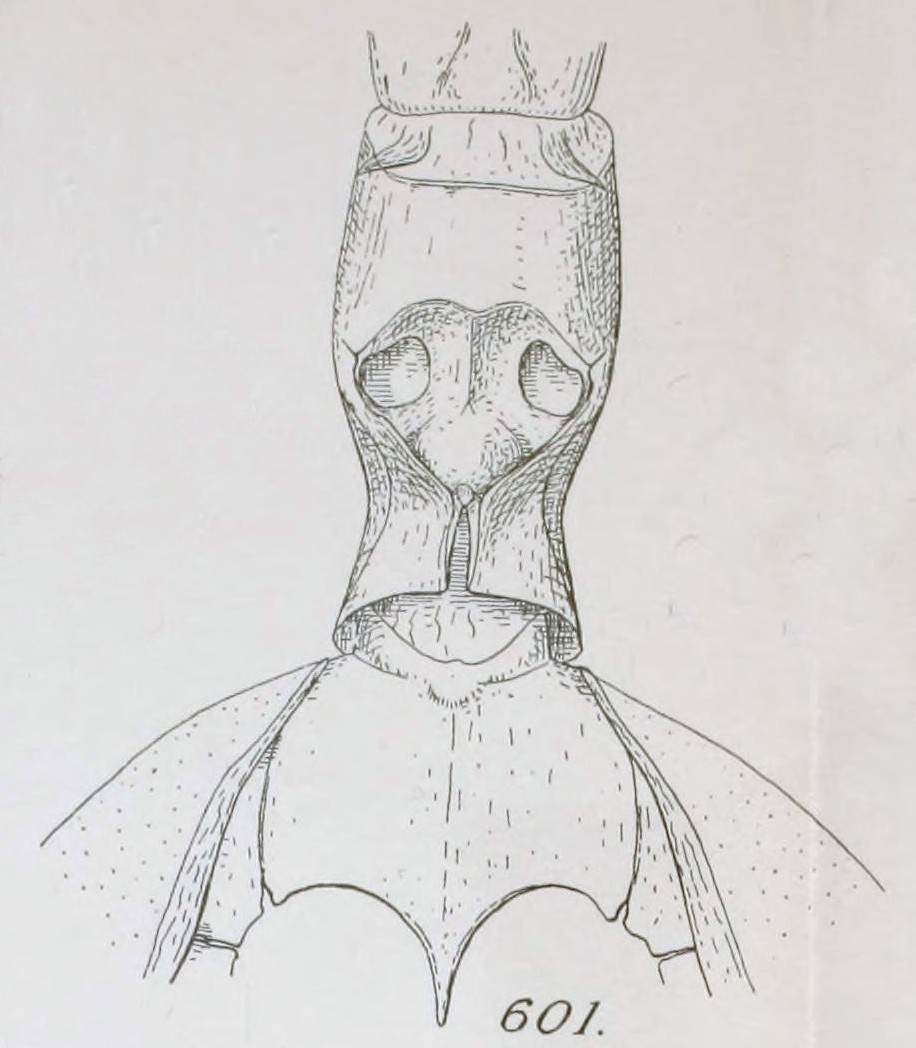
Dessin de la face sternale du thorax d'un spécimen mâle.
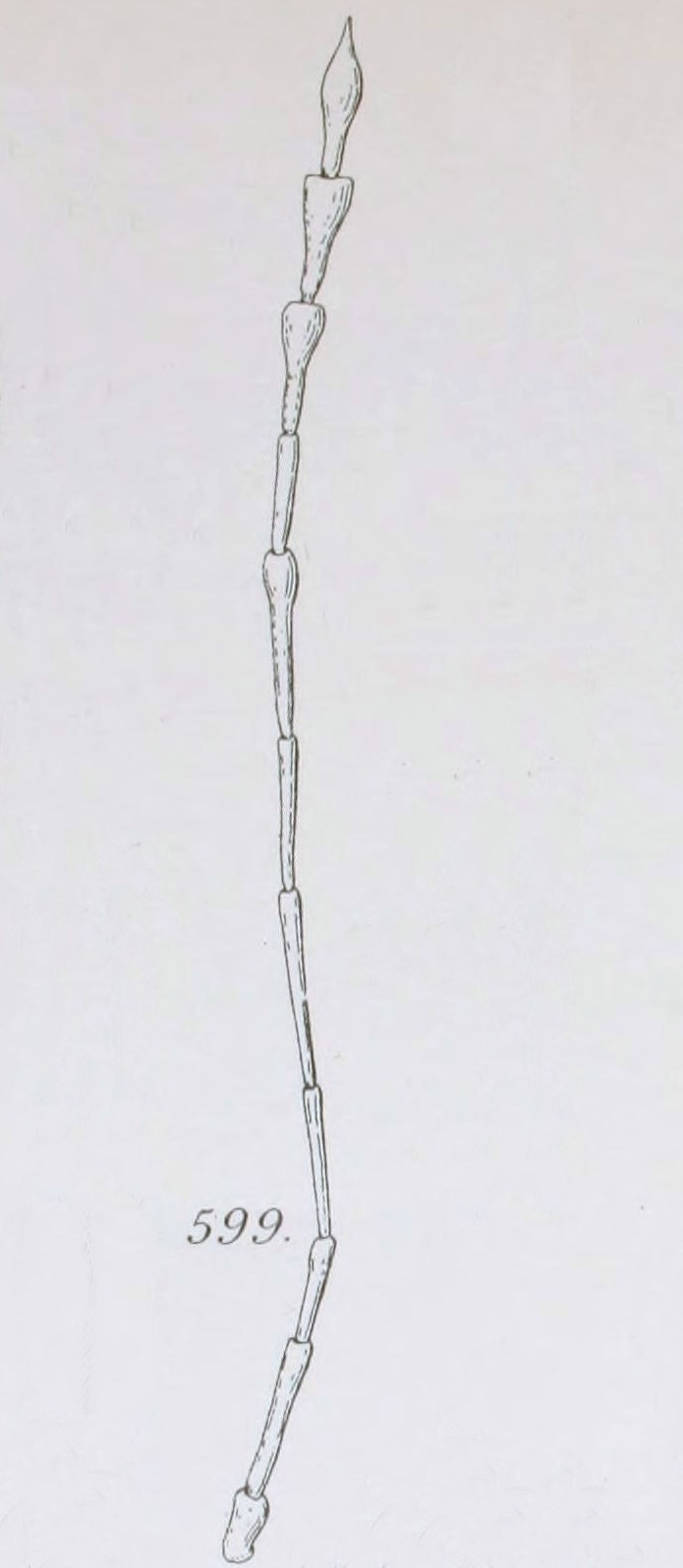
Dessin de l'antenne droite d'un spécimen mâle.
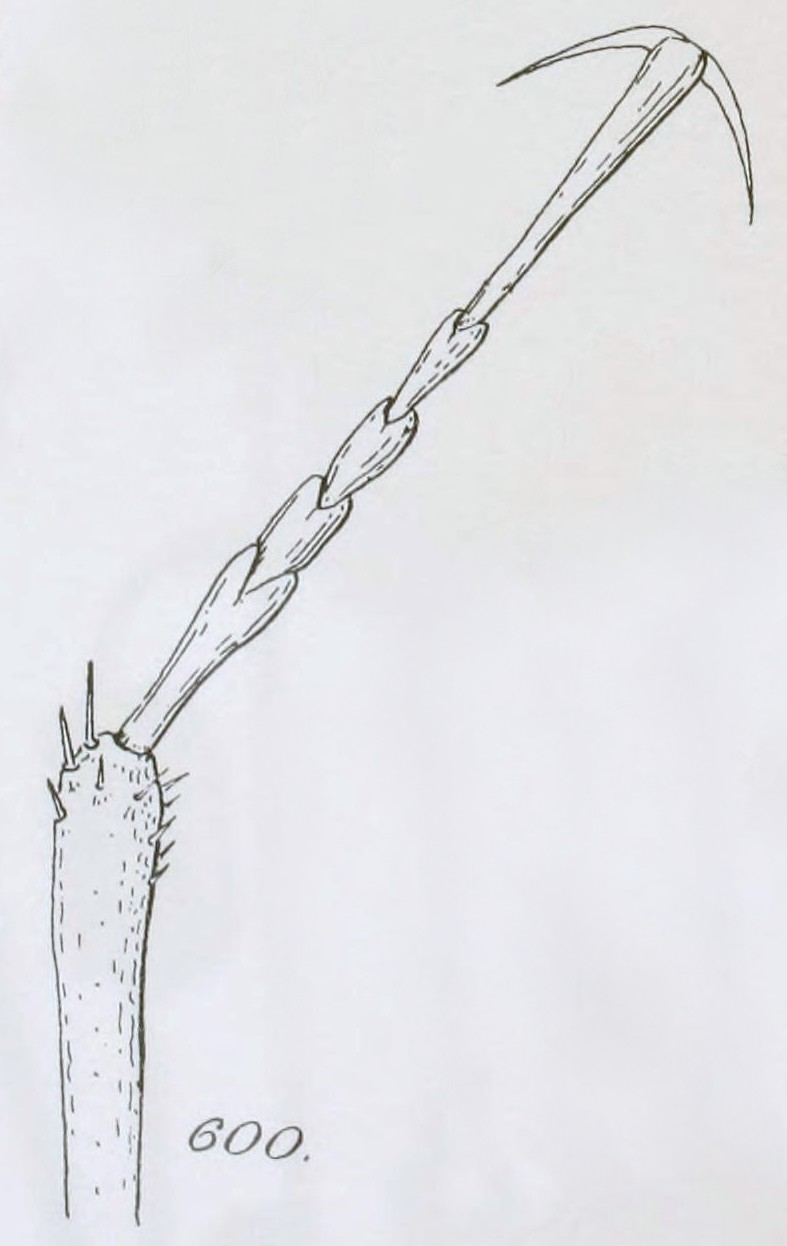
Dessin du tarse antérieur droit d'un spécimen mâle.
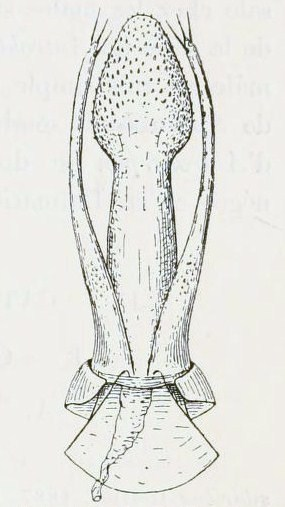
Dessin d'un organe copulateur mâle.
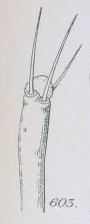
Sommet du style gauche de l'organe copulateur, face externe.

### Anatomie interne
Leptodirus hochenwartii possède un organe spécial dit « organe cupuliforme » ou « organe de Hamann » du nom du scientifique Günther Otto Hamann l'ayant étudié. Il est situé sur chaque antenne de l'insecte et lui permet de ressentir les changements de l'humidité ambiante,,.
Les styles latéraux de l'organe copulateur mâle ne sont pas coudés, le sac interne inerme est peu ou pas différencié. Le sommet du pénis est épineux.

### Espèces similaires
D'autres espèces cavernicoles de genres proches et de répartitions très voisines, voire chevauchantes, ressemblent à L. hochenwartii. Tel est le cas des Astagobius, anciennement considérés comme formant un sous-genre de Leptodirus. Ils s'en différencient néanmoins par leurs fémurs et tarses antérieurs plus larges. Les espèces des genres Anthroherpon, Parapropus et Speoplanes sont également ressemblantes morphologiquement parlant,.

## Écologie
Leptodirus hochenwartii vit principalement dans les grandes cavernes où la température n'excède pas 12 °C. Son mode de vie reste en grande partie inconnu mais on a observé des membres de cette espèce s'alimentant sur les carcasses de différents animaux cavernicoles, sur divers restes organiques ou encore des particules charriées par les infiltrations pluviales, traversant sans difficulté les roches très poreuses qui constituent son environnement.
On connaît également peu la reproduction de ces insectes. Cette espèce se reproduit et grandit lentement. Les femelles pondent un nombre restreint d'œufs relativement grands qui mettent longtemps à se développer. Comme tout coléoptère, l'espèce est holométabole. Il n'y a qu'un stade larvaire et les larves ne s'alimentent pas avant la mue nymphale.
L. hochenwartii peut être parasité par les champignons du genre Hirsutella.

## Histoire

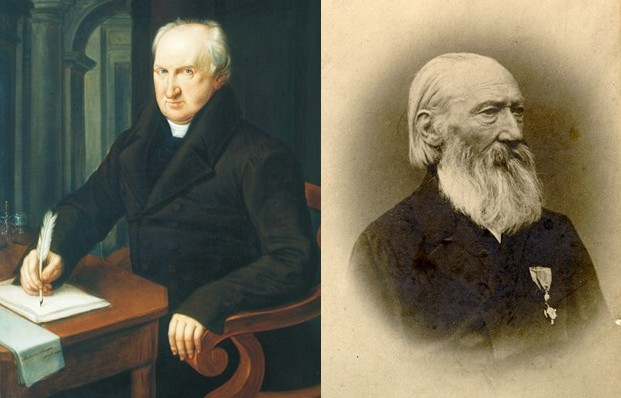
Portraits de Franz von Hohenwart et de Ferdinand Jožef Schmidt, tirés des archives du musée national de Slovénie de Ljubljana.

### Découverte

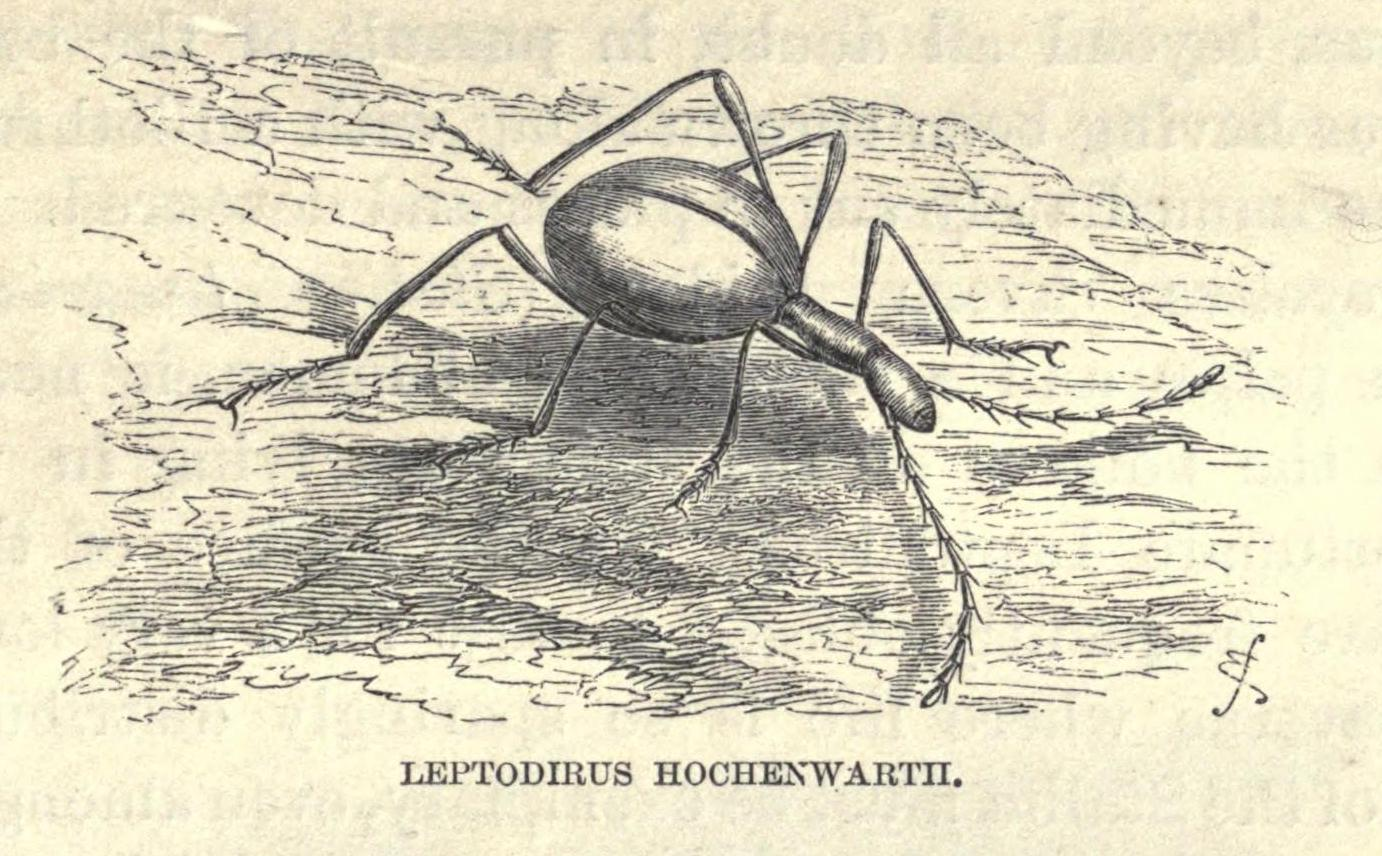
Lithographie de 1871 d'un Leptodirus hochenwartii, par Georg Hartwig dans The subterranean world.

Le 14 avril 1818 Luka Čeč, spéléologue et auxiliaire au guide, découvre les parties inférieures de la grotte de Postojna dans le Sud-Ouest de la Carniole, et y identifie le premier spécimen de l'insecte en septembre 1831,,. Il le donne au comte Franz Josef von Hochenwart, membre de sociétés savantes, conservateur du Musée provincial de Ljubljana et amateur d'entomologie, qui se trouve incapable de déterminer l'espèce. Hohenwart transmet donc à son tour le cas à Ferdinand Jožef Schmidt, un naturaliste d'origine austro-hongroise installé à Ljubljana. Ce dernier reconnaît l'insecte comme une espèce nouvelle et vraisemblablement inféodée au biotope cavernicole. Il la décrit en 1832 dans l'ouvrage Illyrisches Blatt, où il en parle comme l'« un des spectacles naturels des plus rares », en la nommant Leptodirus hochenwartii. Il donne également à l'espèce le nom vernaculaire slovène de Drobnovratnik et allemand de Enghalskäfer. Ces deux appellations signifient « au cou fin », tout comme le nom du genre, Leptodirus, venant du grec ancien λεπτός (leptos) signifiant « mince » et de δειρὰς (deiras) signifiant « cou »,. Le nom spécifique, hochenwartii rend hommage à Franz Josef von Hochenwart. Ce dernier adoptant plus tard pour graphie de son nom Franz von Hohenwart, la dénomination spécifique est le plus souvent orthographiée hohenwarti.

### Importance de la trouvaille

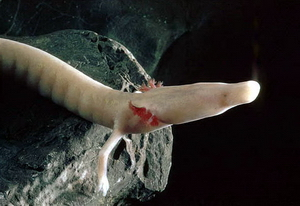
Le protée anguillard, un troglobie des mieux connus.

Il est à l'époque le premier animal cavernicole décrit. En effet, seul le protée anguillard avait été découvert jusqu'alors, par Janez Vajkard Valvasor dès 1689. Il avait simplement qualifié l'amphibien de « bébé dragon » et l'espèce, bien que décrite brièvement en 1768 par Josephus Nicolaus Laurenti, n'était pas alors reconnue comme troglobie, Laurenti pensant que l'animal habitait le lac de Cerknica.
Schmidt propose une récompense de 25 florins à qui trouvera un second spécimen de l'insecte, le premier ayant été abîmé, probablement lors de sa capture. Dès 1831, il se met lui-même en quête de l'insecte mais n'atteint son objectif qu'en 1847, près du même endroit où l'holotype avait été trouvé, seize ans après la découverte du premier spécimen. Lors de ses explorations, il découvre également de nombreuses nouvelles espèces, suscitant un intérêt considérable parmi les naturalistes, et ouvrant la voie à une course à la description des espèces cavernicoles, le début d'une discipline scientifique qui sera nommée biospéléologie.

### Redécouverte

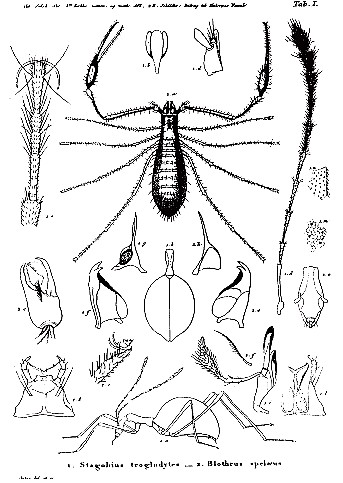
Planche extraite de Bidrag til den underjordiske Fauna, par Schiödte (1815–1884), représentant Leptodirus hochenwartii sous le nom Stagobius troglodytes dans sa partie inférieure ainsi que Neobisium spelaeum (sous le nom de Blothrus spelaeus).

Jörgen Christian Schiödte, entomologiste danois, rend visite à Schmidt en Carniole et explore avec lui de nombreuses grottes durant août 1845. Deux ans plus tard, il présente ses trouvailles à l'Académie royale danoise des sciences et les publie en 1848 dans son livre Bidrag til den underjordiske Fauna (Contribution à la faune souterraine). Il décrit plusieurs nouvelles espèces et nouveaux genres, avec une iconographie riche et précise, dont un certain Stagobius troglodytes, qu'il classe dans une nouvelle sous-famille des Stagobiinae. Il s'avérera que Schiödte a décrit une deuxième fois la même espèce que Schmidt, mais avec une quinzaine d'années de décalage. Schmidt, en accord avec le code international de nomenclature zoologique et sa règle d'antériorité, reste l'unique auteur du taxon.

## Classification

### Synonymes
Le genre admet deux synonymes latins : Stagobius, donné par méconnaissance par Schiödte en 1848, mais aussi Leptoderus, employé par Schmidt lui-même par erreur dans quelques-uns de ses articles dès 1852, et resurgissant de temps à autre jusqu'à un siècle plus tard.
L'espèce admet plusieurs synonymes latins : Leptodirus hohenwarti, la graphie corrigée de l'espèce, Stagobius troglodytes donnée par Schiödte en 1848, mais aussi trois formes aberrantes : Leptodirus h. ab. dechsmannii Joseph, 1871 et Leptodirus h. ab. grouvellei Jeannel, 1910 et Leptodirus h. ab. bachofeni Schatzmayr, 1911.

### Taxinomie
À la fin du XXe siècle Leptodirus hochenwartii est classé dans la famille des Silphidae,. Il a maintenant rejoint celle des Leiodidae, dans la sous-famille des Cholevinae.
Plusieurs espèces proches ont été classées sous le nom de genre Leptoderus, avant d'être déplacées dans d'autres genres, le nom spécifique restant identique à celui du protonyme :
- Anthroherpon cylindricollis, décrite par Victor Apfelbeck en 1889 et déplacée la même année par Edmund Reitter pour le genre Anthroherpon ;
- Astagobius angustatus, décrite par Schmidt en 1852 et déplacée dans son genre actuel par Reitter en 1886 ;
- Parapropus intermedius Hampe, 1870, désormais devenue une sous-espèce de Parapropus sericeus ;
- Parapropus sericeus, espèce type du genre Parapropus, décrite par Schmidt en 1852 et corrigée en Leptodirus sericeus par Sturm en 1853[3]. L'espèce sera finalement déplacée dans son genre actuel par Ludwig Ganglbauer en 1899.

### Sous-espèces et répartition

Répartition approximative de Leptodirus hochenwartii dans les Alpes dinariques.

Six sous-espèces sont reconnues,. Trois se trouvent en Slovénie, les trois autres en Croatie,. Elles varient légèrement par la taille, la microstructure de leur chitine ainsi que par la structure de l'appareil reproducteur des mâles. Même au sein d'une population donnée, les caractéristiques physiques peuvent différer de manière significative entre les spécimens.
- L. h. hohenwarti Schmidt, 1832 est la sous-espèce type et endémique des grottes karstiques de Carniole-Intérieure[15] ;
- L. h. croaticus Pretner, 1955 se trouve en Croatie et est décrite à partir de spécimens trouvés en 1911 par Victor Stiller dans la grotte de Ledenica[15] ;
- L. h. pretneri J. Müller, 1926, initialement décrite comme sous-espèce de L. h. reticulatus mais élevée au rang de sous-espèce par Pretner[15] ;
- L. h. reticulatus J. Müller, 1906 est découverte dans la grotte Noè, près de Trieste[15], mais habite également la Croatie. Il est possible que cette sous-espèce se soit différenciée à partir de populations qui se seraient retrouvées séparées lors de l'effondrement de l'Adriatique[3] ;
- L. h. schmidti (Motschulsky, 1856), du Sud-Est de la Slovénie, est initialement décrite comme une espèce à part entière sous le protonyme de Leptodirus schmidti. Edmund Reitter la qualifie de variété. Ludwig Ganglbauer et René Jeannel en 1924 ainsi que Pretner en 1955 en font une sous-espèce[15] ;
- L. h. velebiticus Pretner, 1970 découverte la plus tardivement dans le massif croate du Velebit[15].

## Leptodirus hochenwartiiet humains

### Menaces et conservation

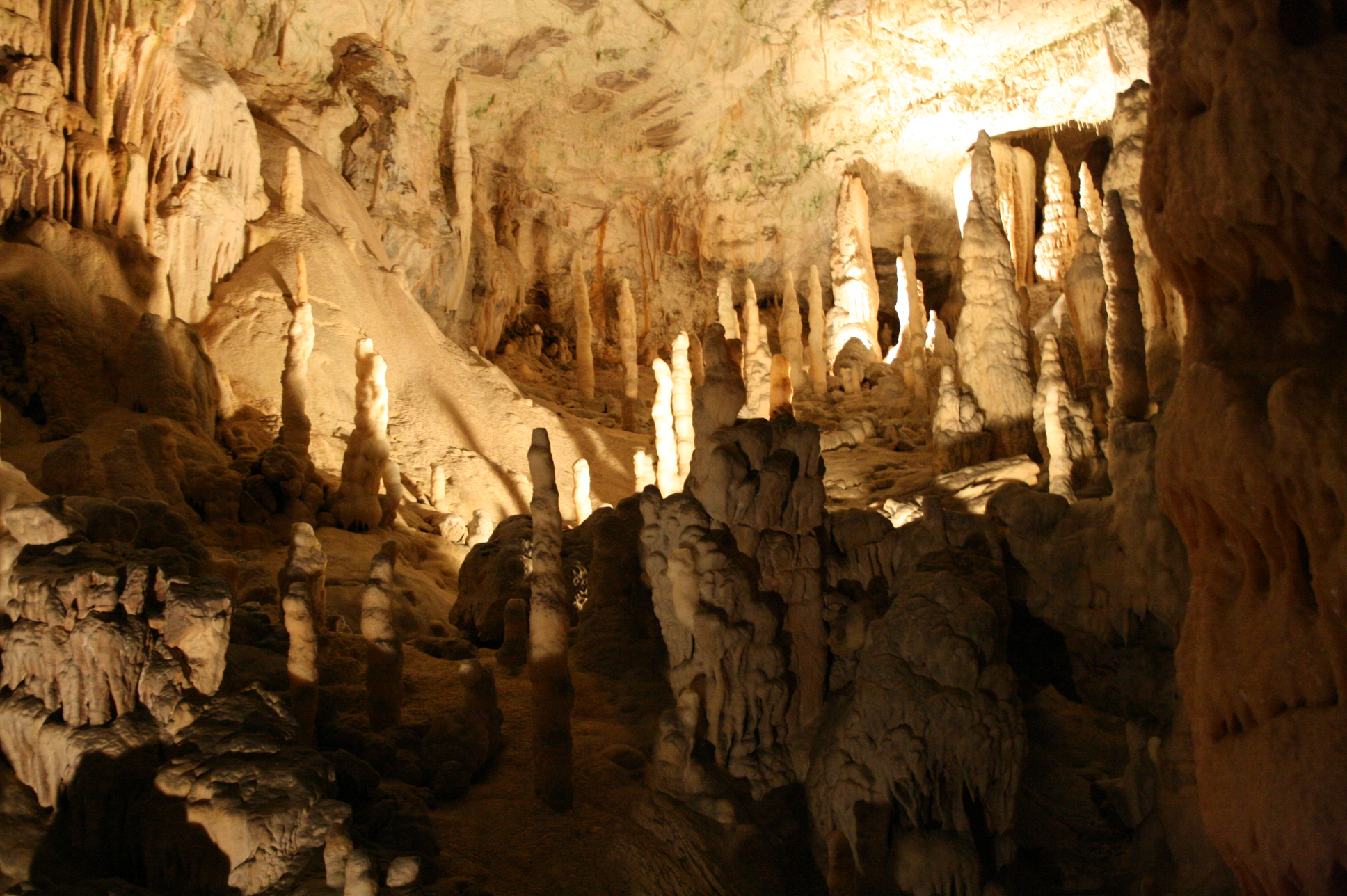
Une des salles visitables de la grotte de Postojna, abritant Leptodirus hochenwartii. L'éclairage est susceptible d'augmenter localement la température et la visite humaine perturbe également l'espèce.

En raison de son aire de répartition restreinte et de sa reproduction lente, L. hochenwartii est considéré comme rare et vulnérable, bien que les populations dans certaines cavernes puissent être nombreuses et que son environnement et ses conditions de vie sont moins sujets aux variations que ceux des espèces vivant au grand air. En effet, les grottes de karst peuvent aussi être victimes de la pollution, notamment par les infiltrations d'eau traversant la roche poreuse.
La présence humaine dans certaines parties des grottes est également problématique, restreignant l'insecte aux zones plus calmes, quand celle-ci n'est pas la cible de collecte illégale.
L'espèce est incluse dans la liste rouge des espèces slovènes menacées, dans la catégorie R, regroupant les espèces rares et quasi menacées.
Elle est également incluse dans l'annexe II de la Directive habitats 92/43/CEE. Quinze domaines de conservation (pSCI) sont donc établis en Slovénie, qui n'oublient aucune des trois sous-espèces slovènes et qui incluent la majorité des sites où l'espèce est connue et sont reliés au réseau Natura 2000 depuis le 1er mai 2004. Le suivi des populations coûterait à l'année près de 6 000 euros.

### Représentation de l'espèce
L'espèce est devenue emblématique de la Slovénie. La revue d'entomologie Acta Entomologica Slovenica de la Société entomologique Stephen Michielija a pris l'insecte pour logo dès sa création en 1993. Leptodirus hochenwartii figure également sur certaines cartes postales slovènes. L'espèce est présentée dans des insectariums à l'intérieur de la grotte de Postojna.